# Aquamid
Aquamid – nazwa handlowa hydrofilowego żelu poliakrylamidowego, używanego jako podskórny wypełniacz wstrzykiwanych implantów (do celów estetycznych). Produkowany jest przez duńską firmę Ferrosan.
Składa się z 97,5% wody oraz do 2,5% związków usieciowanych, na przykład spolimeryzowanego akrylamidu. Najczęściej wstrzykiwany jest pod zmarszczki mimiczne i linie starzenia się na twarzy, w tym głębokie, a także pod oczy.
Nieznane są skutki uboczne stosowania aquamidu. Środek ten nie jest obecnie dopuszczony przez Agencję Żywności i Leków do obrotu w Stanach Zjednoczonych.